# قنا

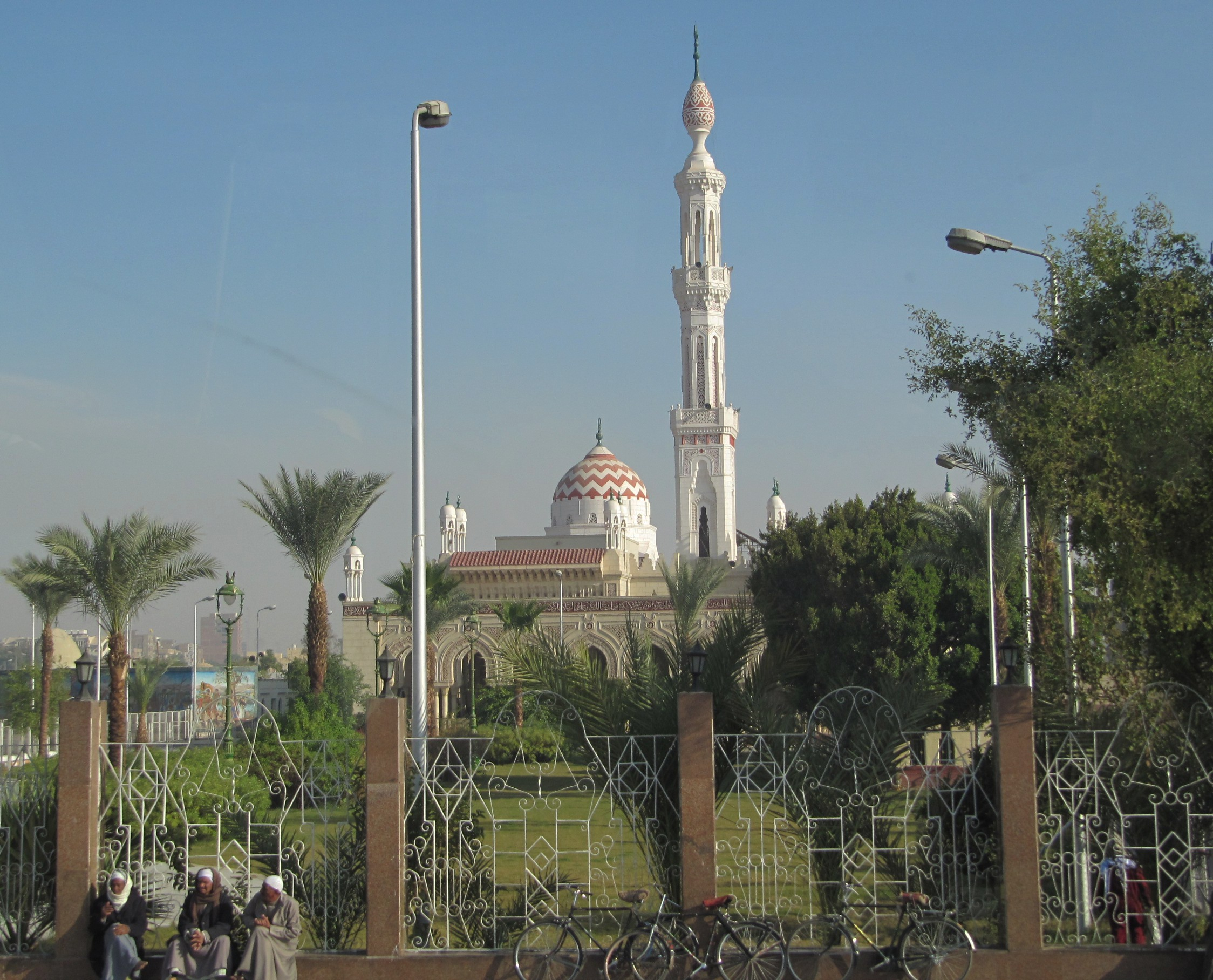
مسجد عبد الرحيم القناوي

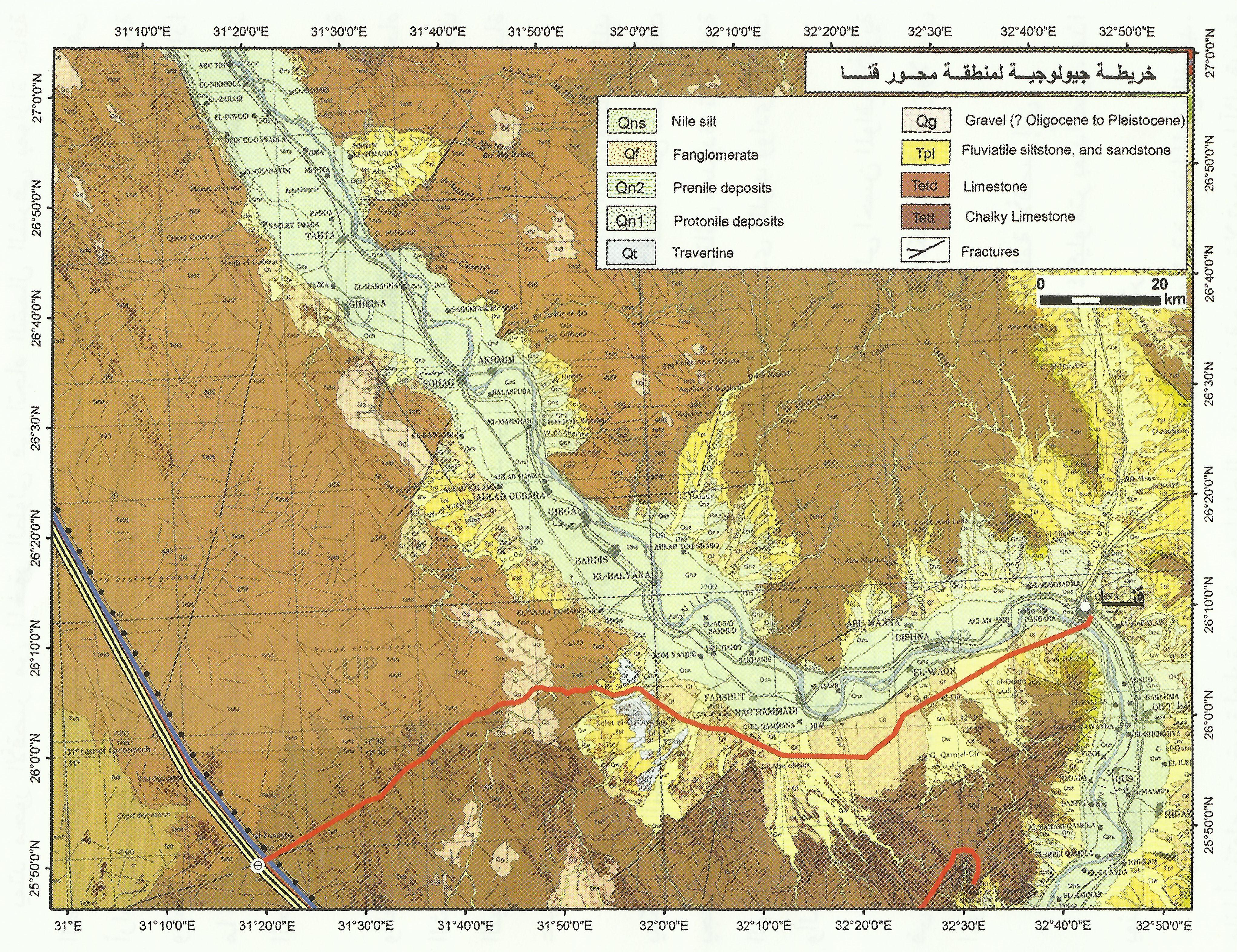
خريطة جيولوجية توضح مسار محور تعمير قنا

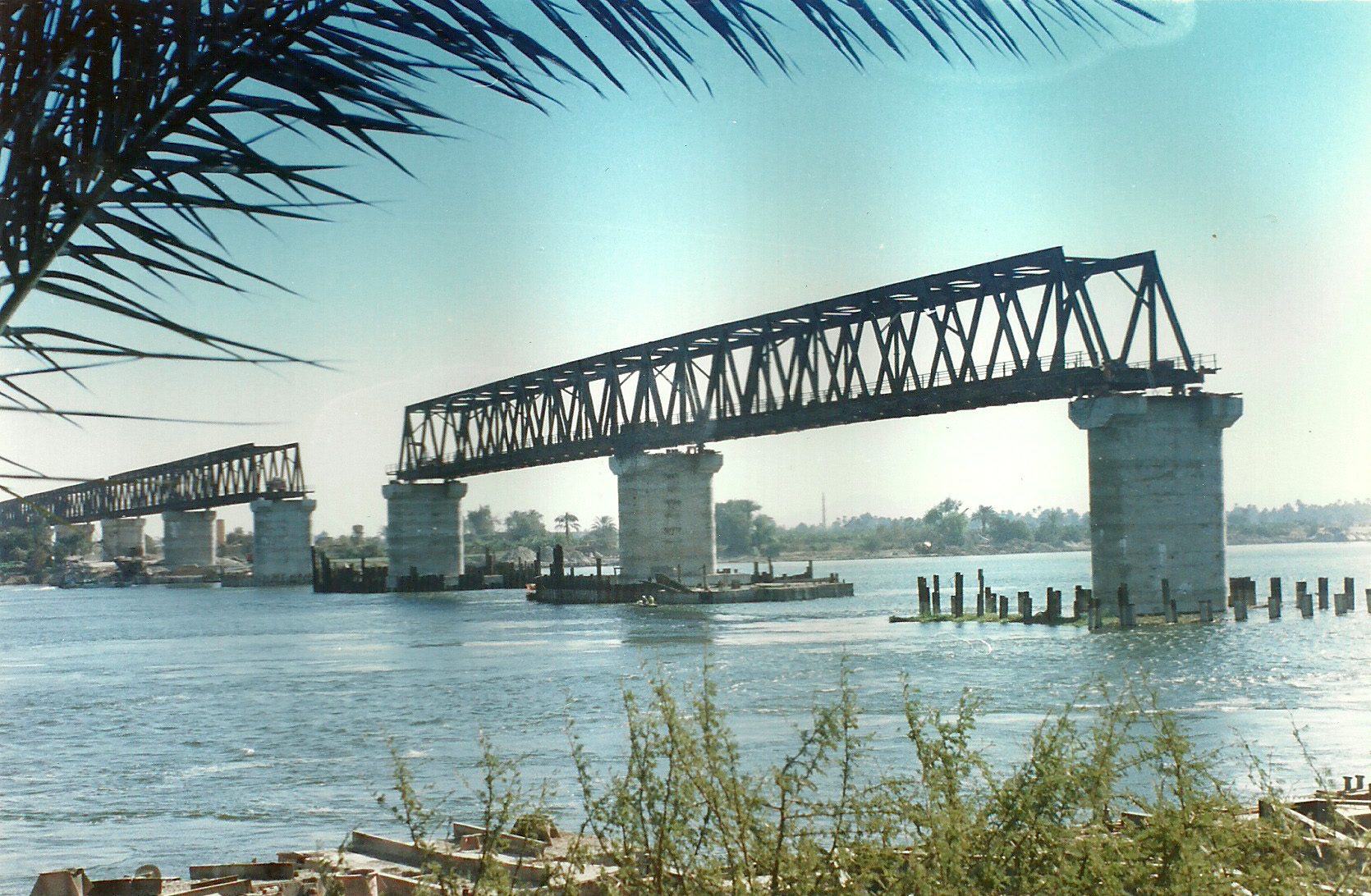
كوبري سكة حديد قنا أثناء تشييده 1994-1996

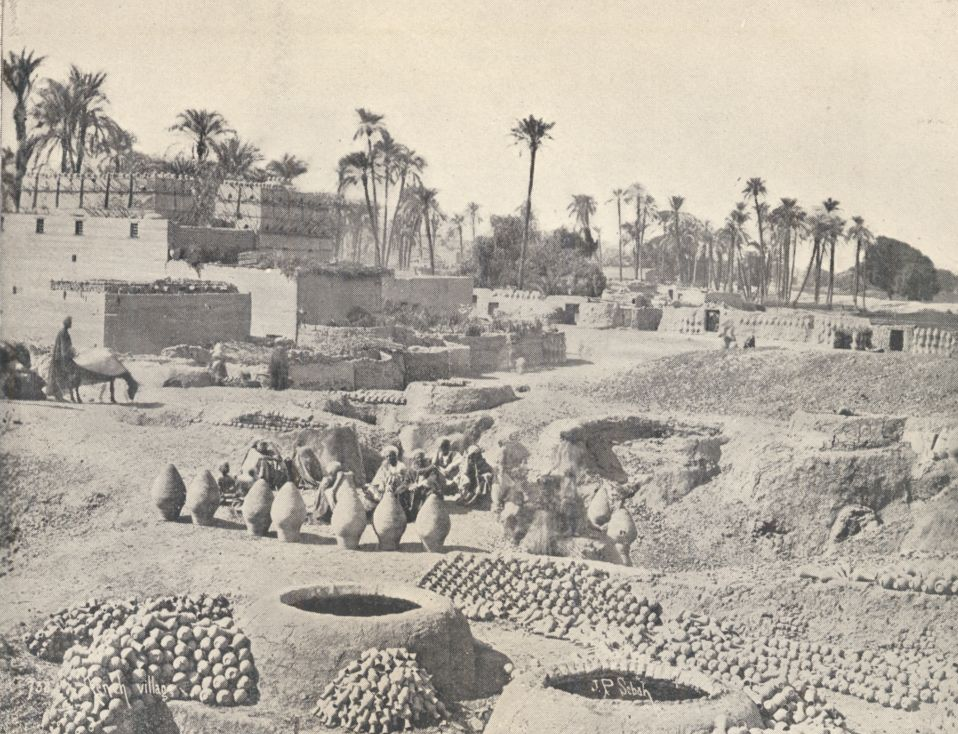
قنا سنة 1918م

قِنَـا، مدينة مصرية تقع في صعيد مصر شرق نهر النيل، وهي عاصمة محافظة قنا وأكبر مدنها، يبلغ عدد سكانها نحو 267 ألف نسمة. من أشهر معالمها مسجد عبد الرحيم القناوي وجامعة جنوب الوادي وكلية الهندسة جامعة الأزهر ومعبد دندرة. احتلت مدينة قنا المركز الثالث في جائزة تجميل المدينة في دورتها الثامنة عام 2006 الصادرة من منظمة المدن العربية.

## الوحدات المحلية
تضم مـدينـة قنـا 5 أقسام «شياخات» وهم:
| القسم    | عدد السكان (تقدير 2018) |
| -------- | ----------------------- |
| الحميدات | 48,004                  |
| أول قنا  | 36,676                  |
| ثان قنا  | 33,970                  |
| ثالث قنا | 113,295                 |
| حاجز قنا | 9,478                   |

## المعالم
- كلية الهندسة جامعة الأزهر بأسيوط فرع قنا

وتعتبر واحدة من ثلاث كليات بها قسم البترول والتعدين
- جامعة جنوب الوادي
- جامعة جنوب الوادي الأهلية
- مسجد عبد الرحيم القناوي
- مستشفى حميات قنا

### الأماكن الترفيهية
وتضم قنا كذلك العديد من النوادي الرياضية والأماكن الترفيهية مثل نادي الشبان المسلمين، ستاد قنا الرياضي، بالإضافة إلى العديد من النوادي الاجتماعية المحصورة بقطاعات وظيفية معينة مثل نادي الأطباء، نادي المهندسين، نادي المعلمين، نادي القضاة، نادي المحامين، ونادي نقابة التجاريين، وكورنيش النيل.

#### المراكز التجارية والملاهي
يوجد العديد من المراكز التجارية مثل المصرية 2000 وهايبرماركت الحبيب.

### الميادين والحدائق العامة
- الميادين:

ميدان الساعة، ميدان المحطة، ميدان سيدي عمر، ميدان الدولفين.
- الحدائق:

### الفنادق
فندق سيدي عبد الرحيم - فندق البسمة (حتحور) - فندق دريم - فندق نيوبالاس - فندق الياسمين - فندق الحمد

### النقل
قنا لديها شبكة من الشوارع والطرق والطرق السريعة مع المساحات الخضراء والأرصفة مزهرة.
الطريق الوحيد الجيد الذي يربط بين الصعيد وميناء سفاجا على البحر الأحمر.

## معرض صور

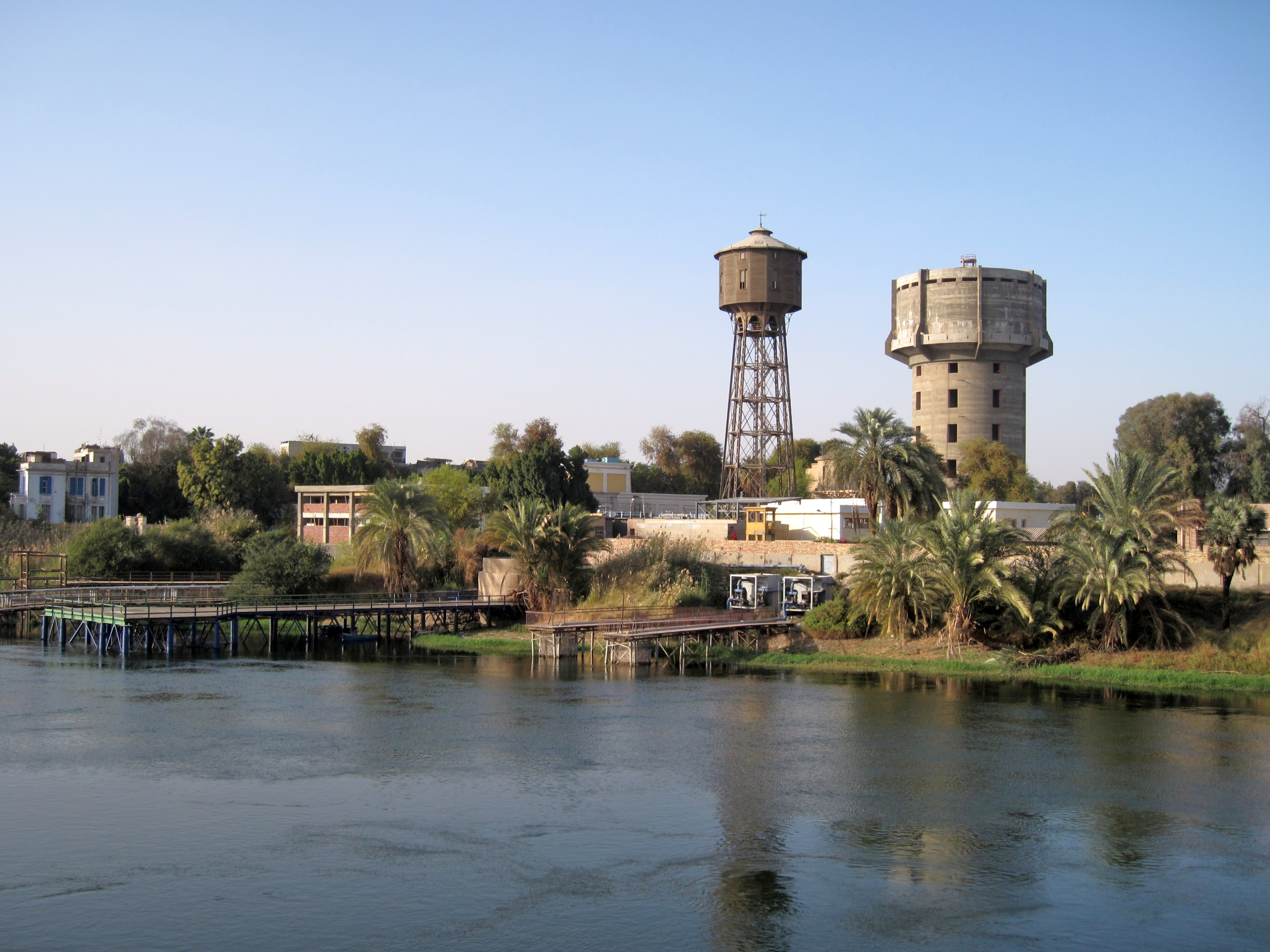
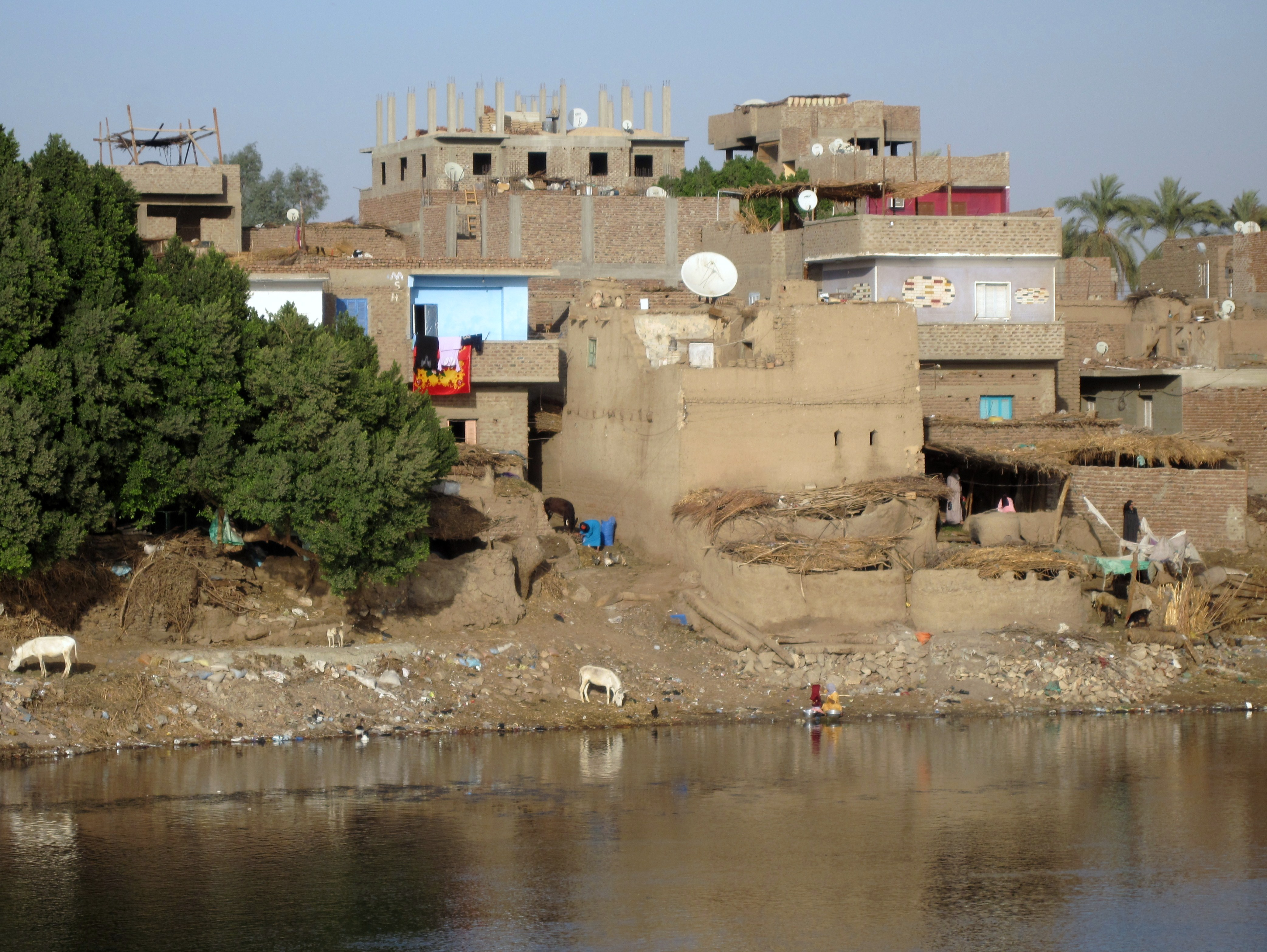
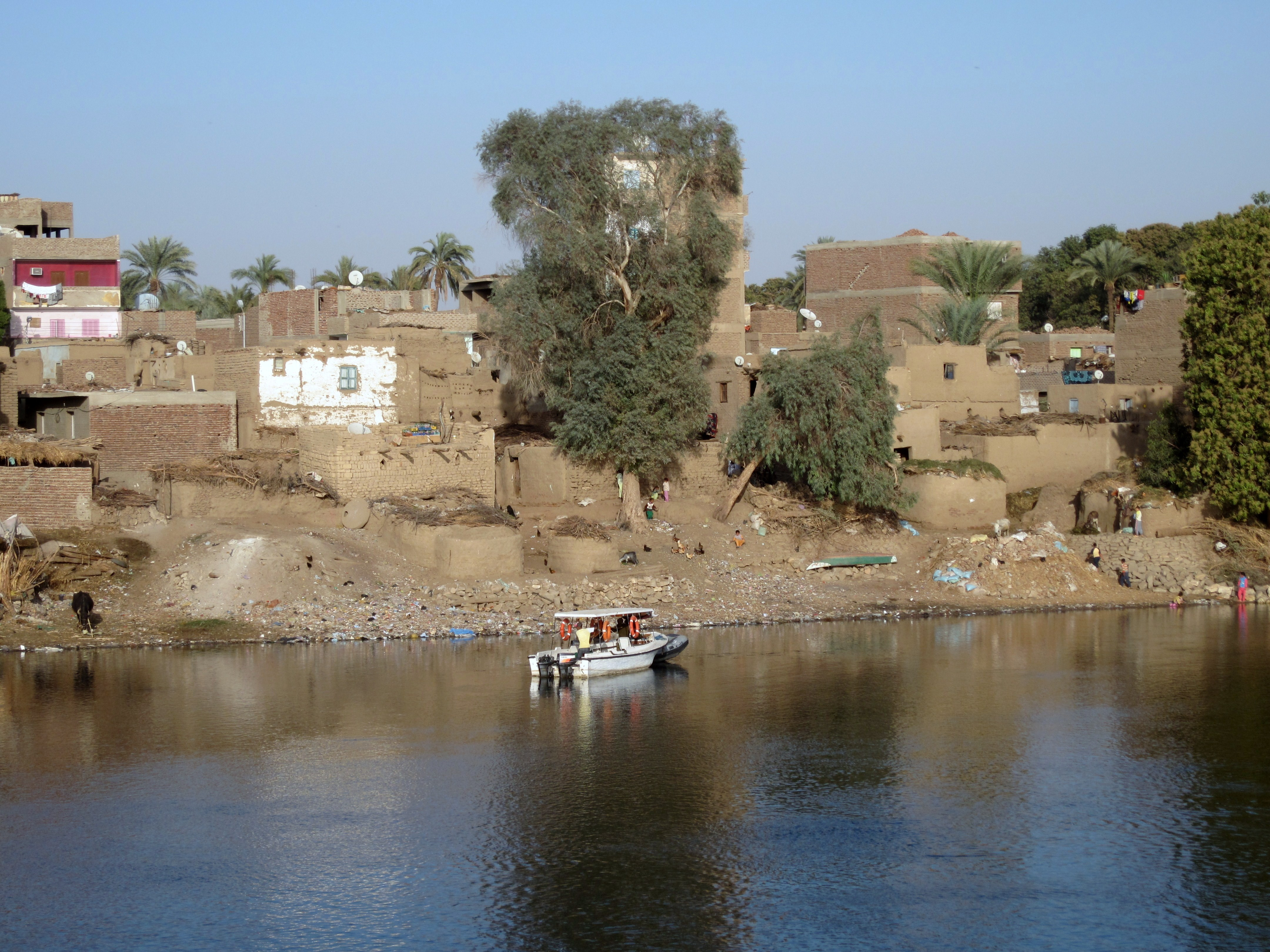
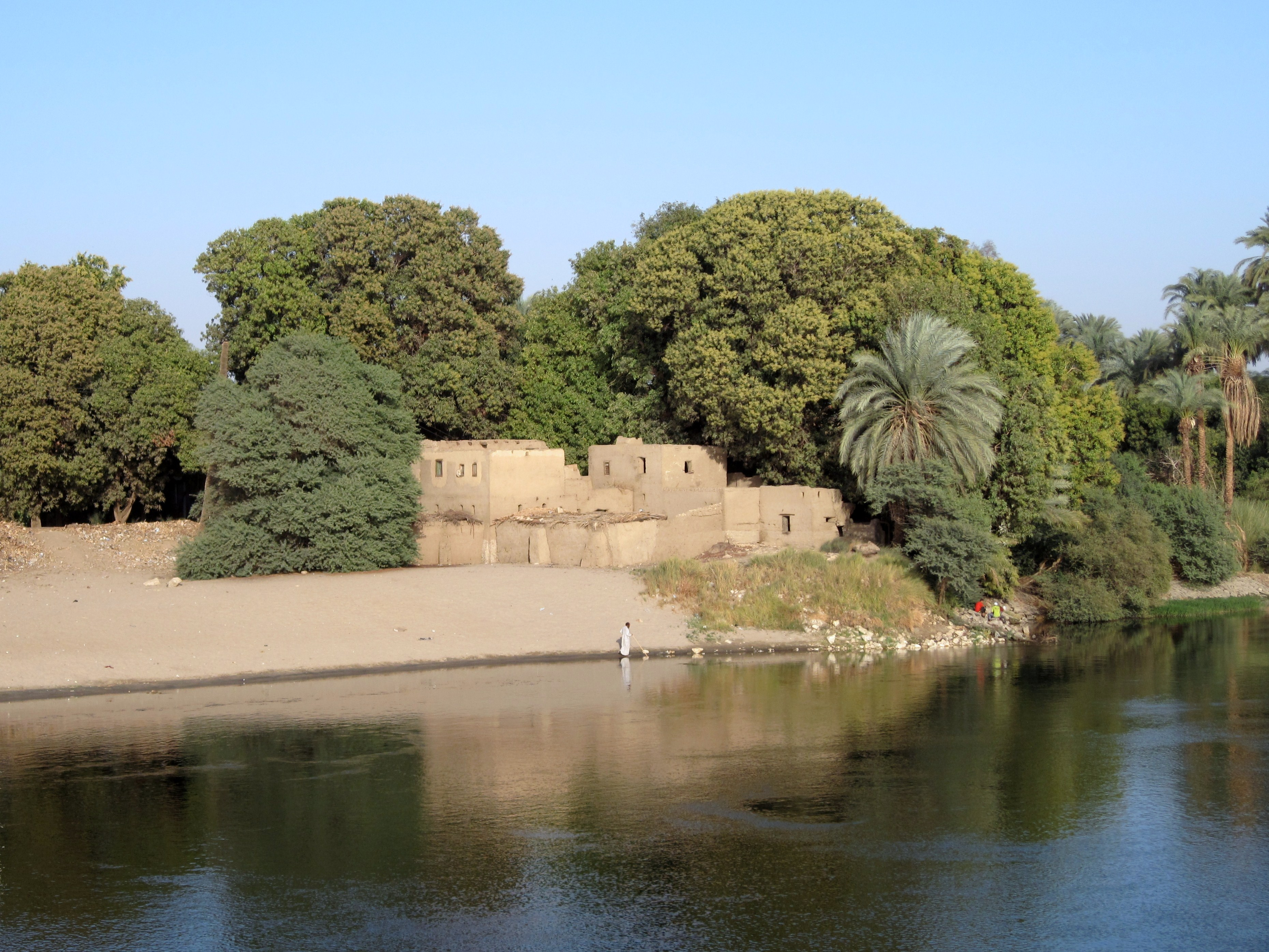
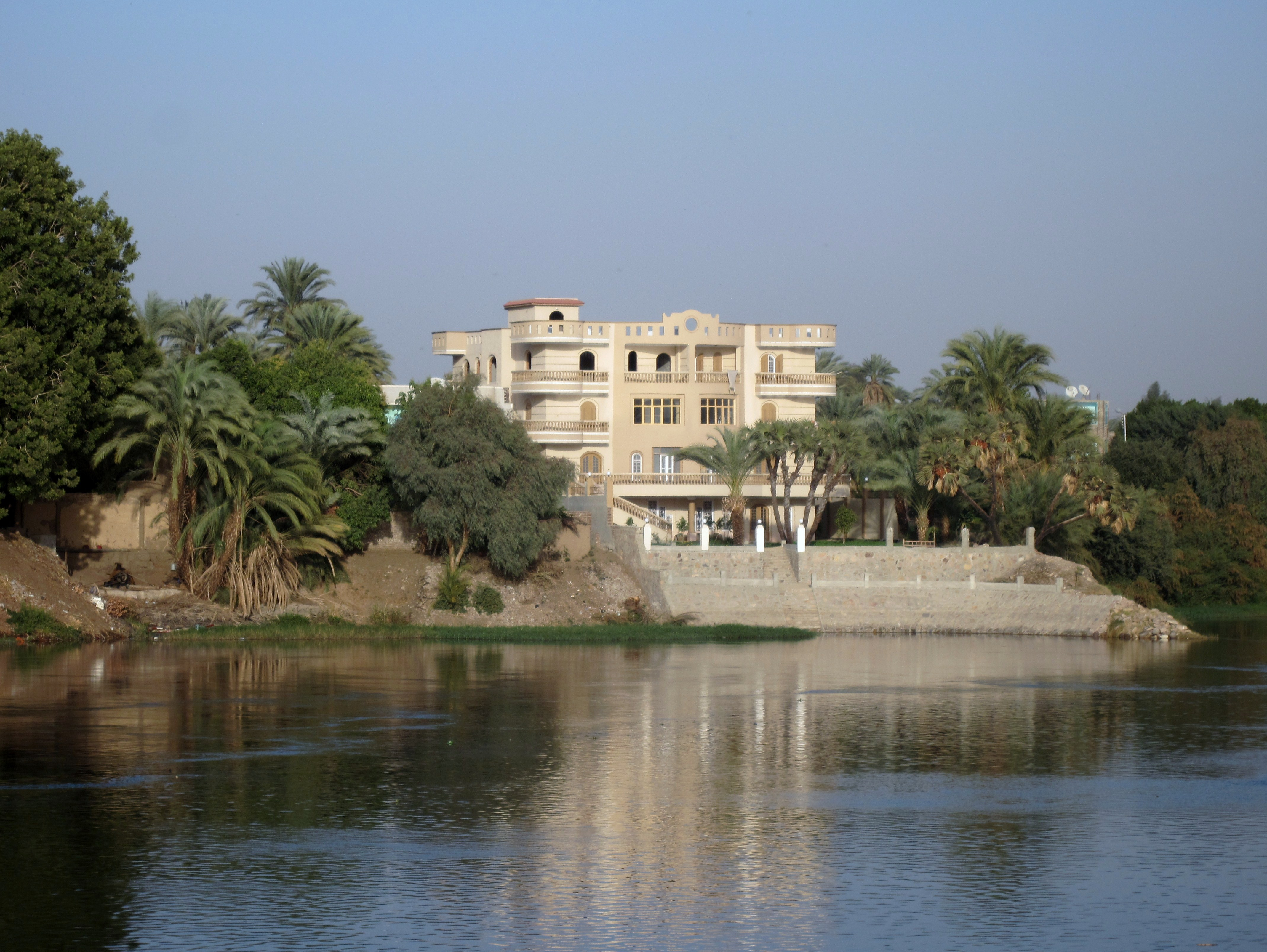
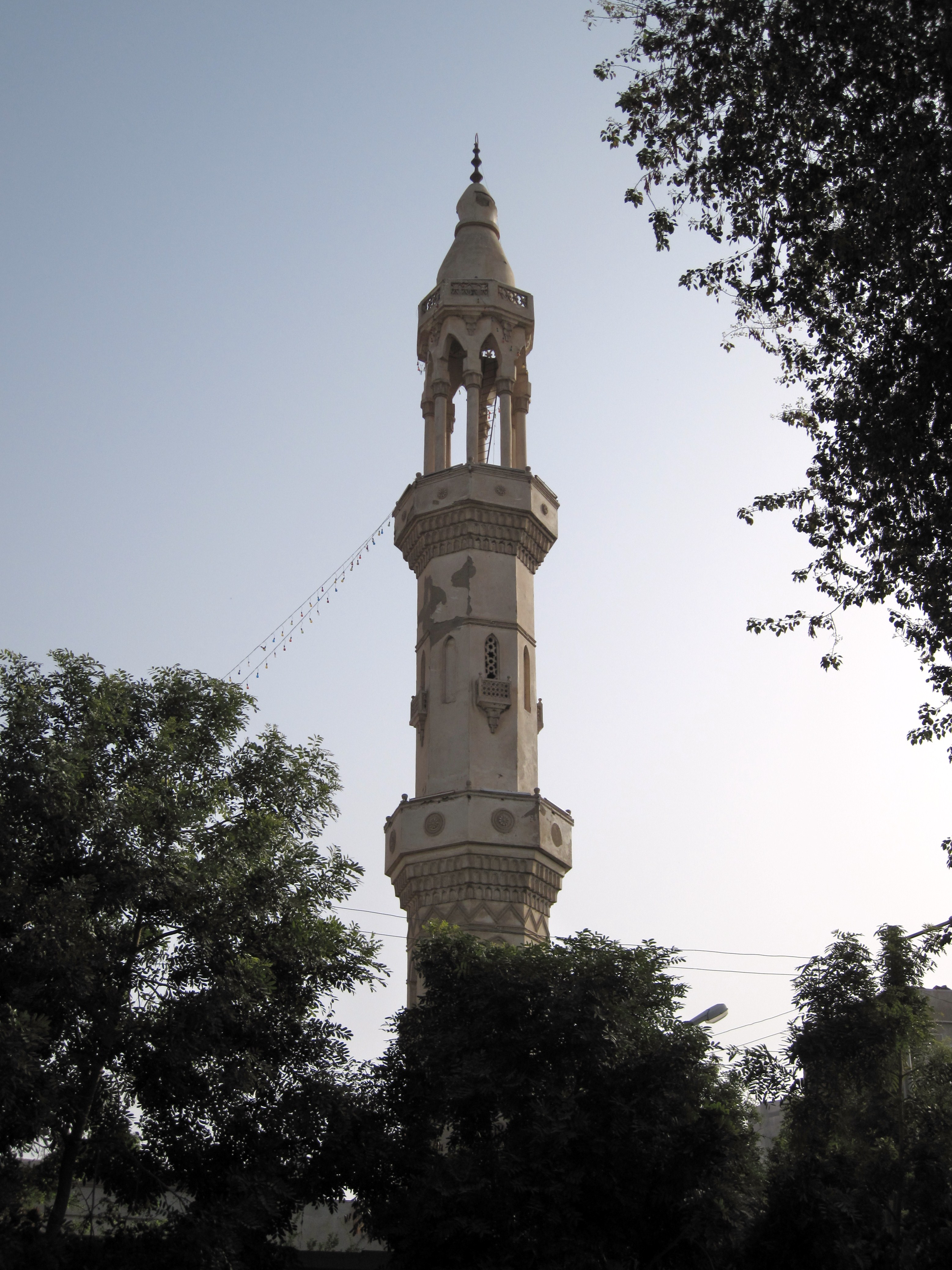
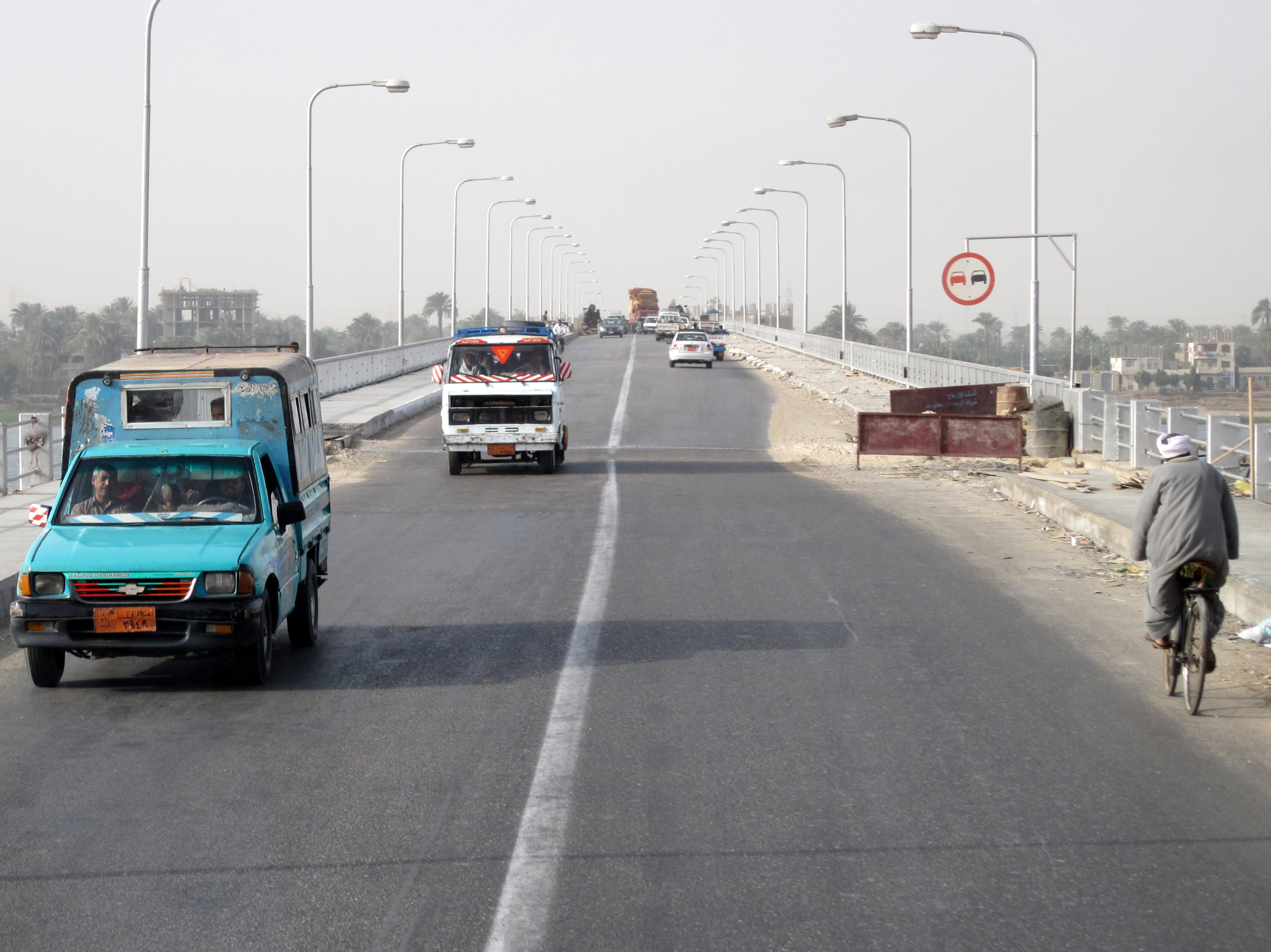
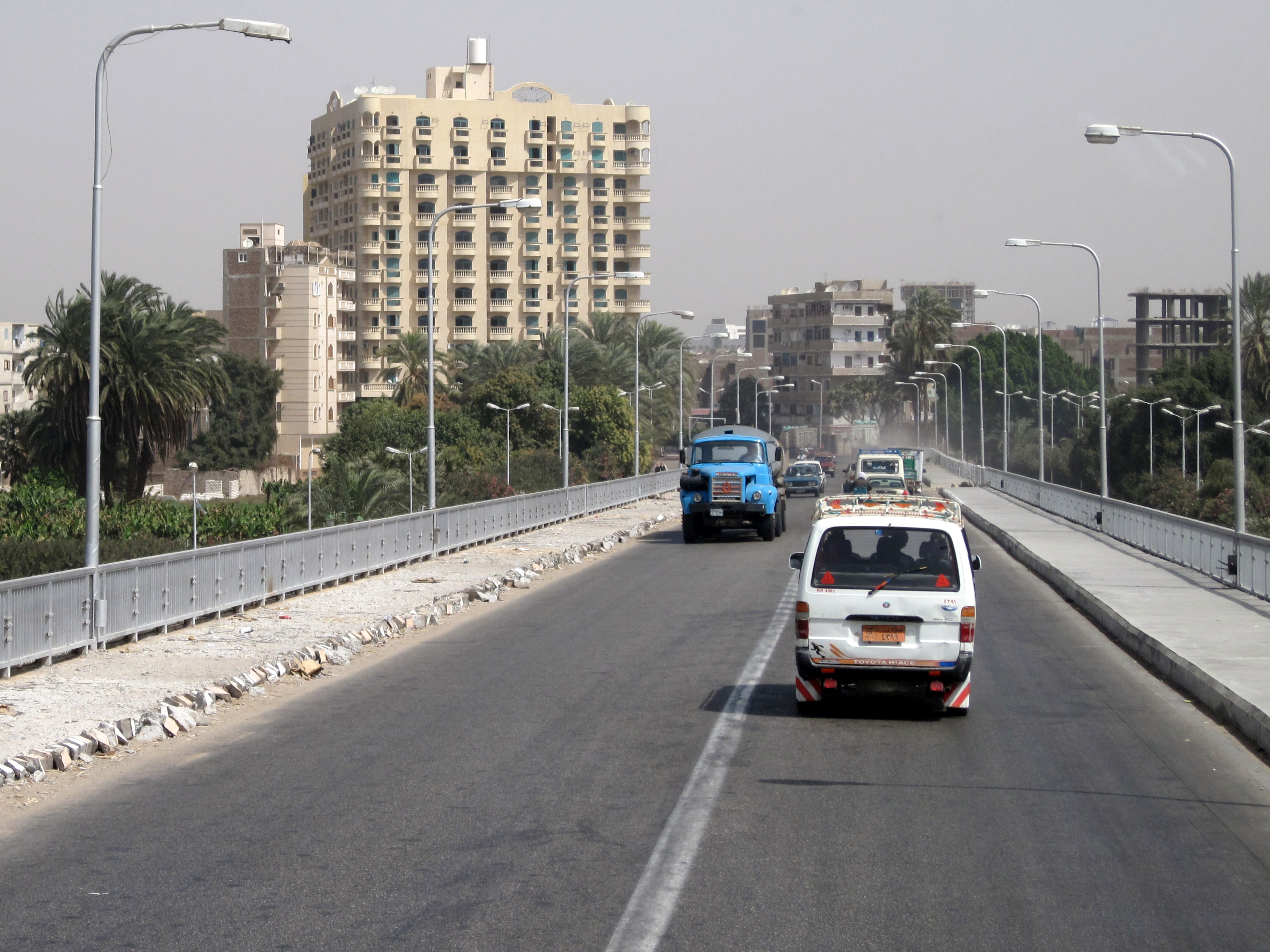
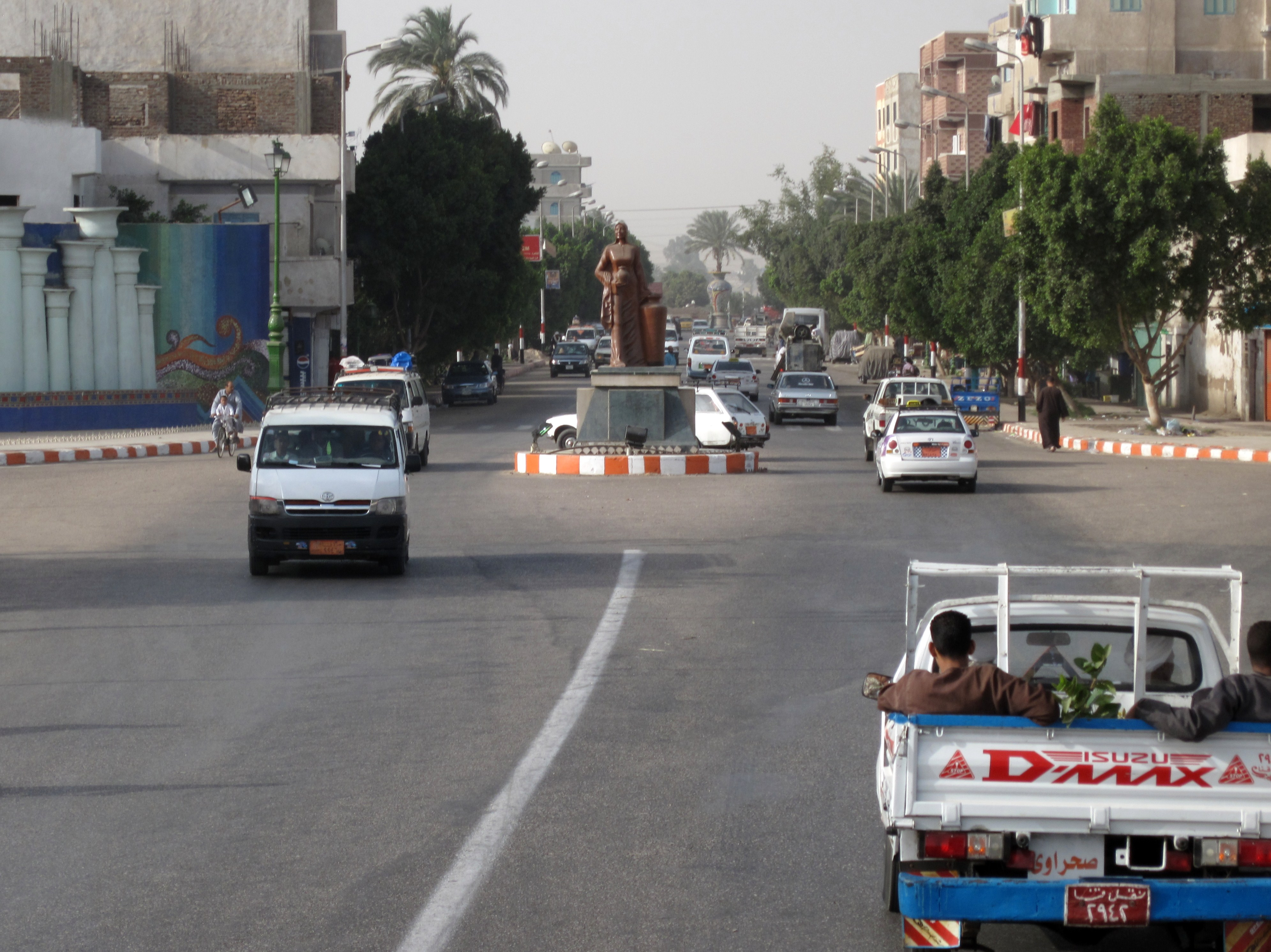
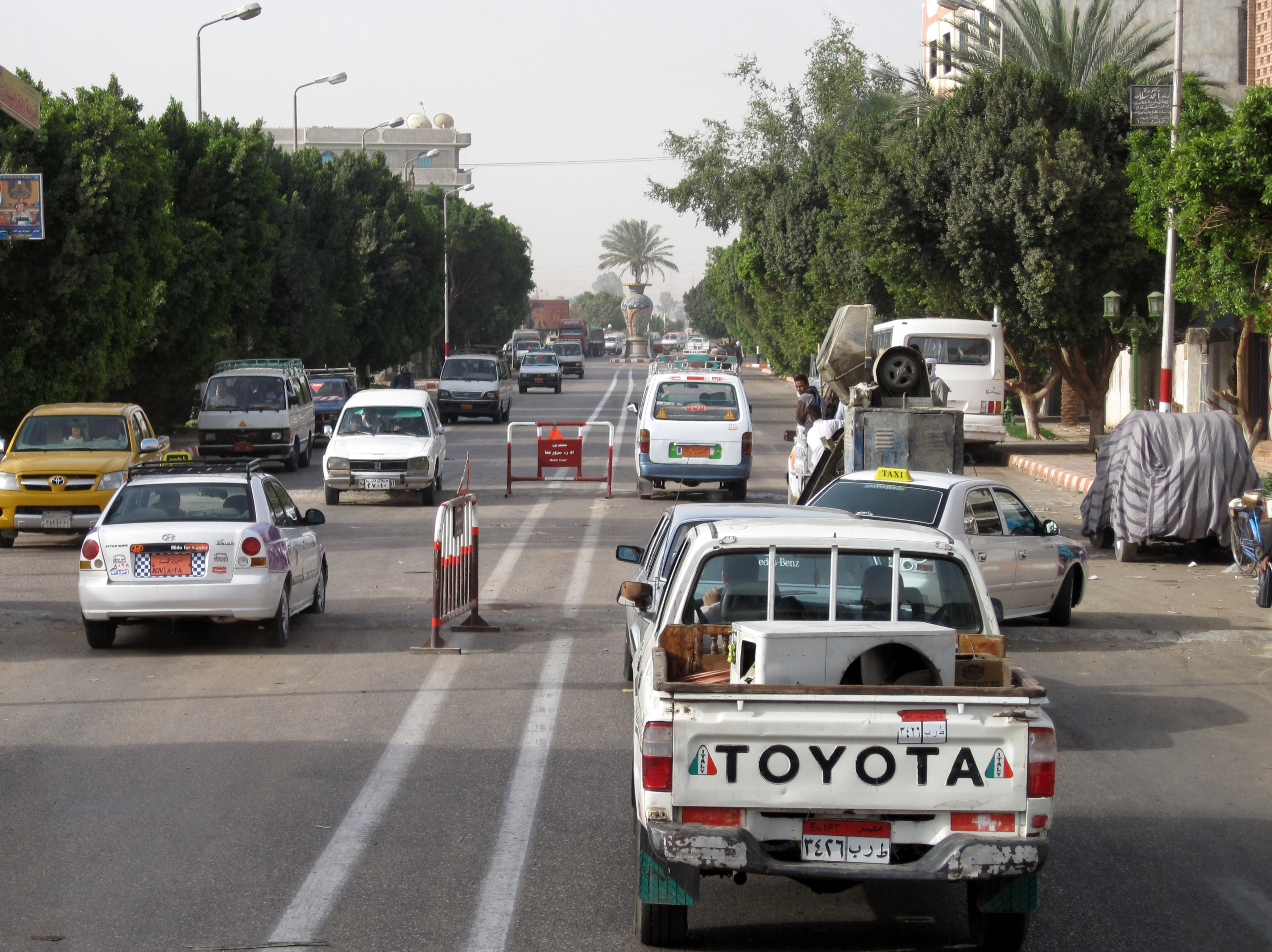
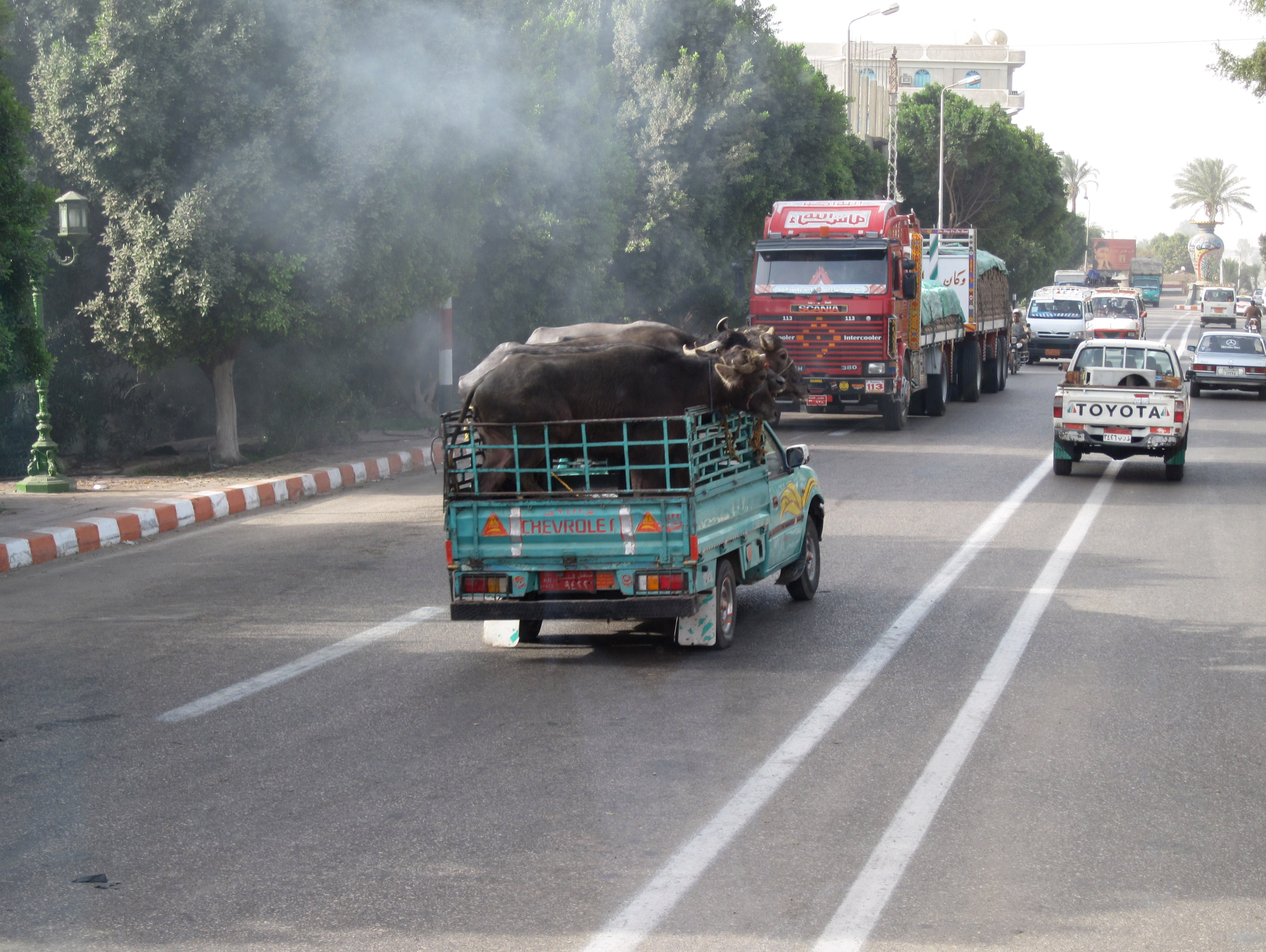
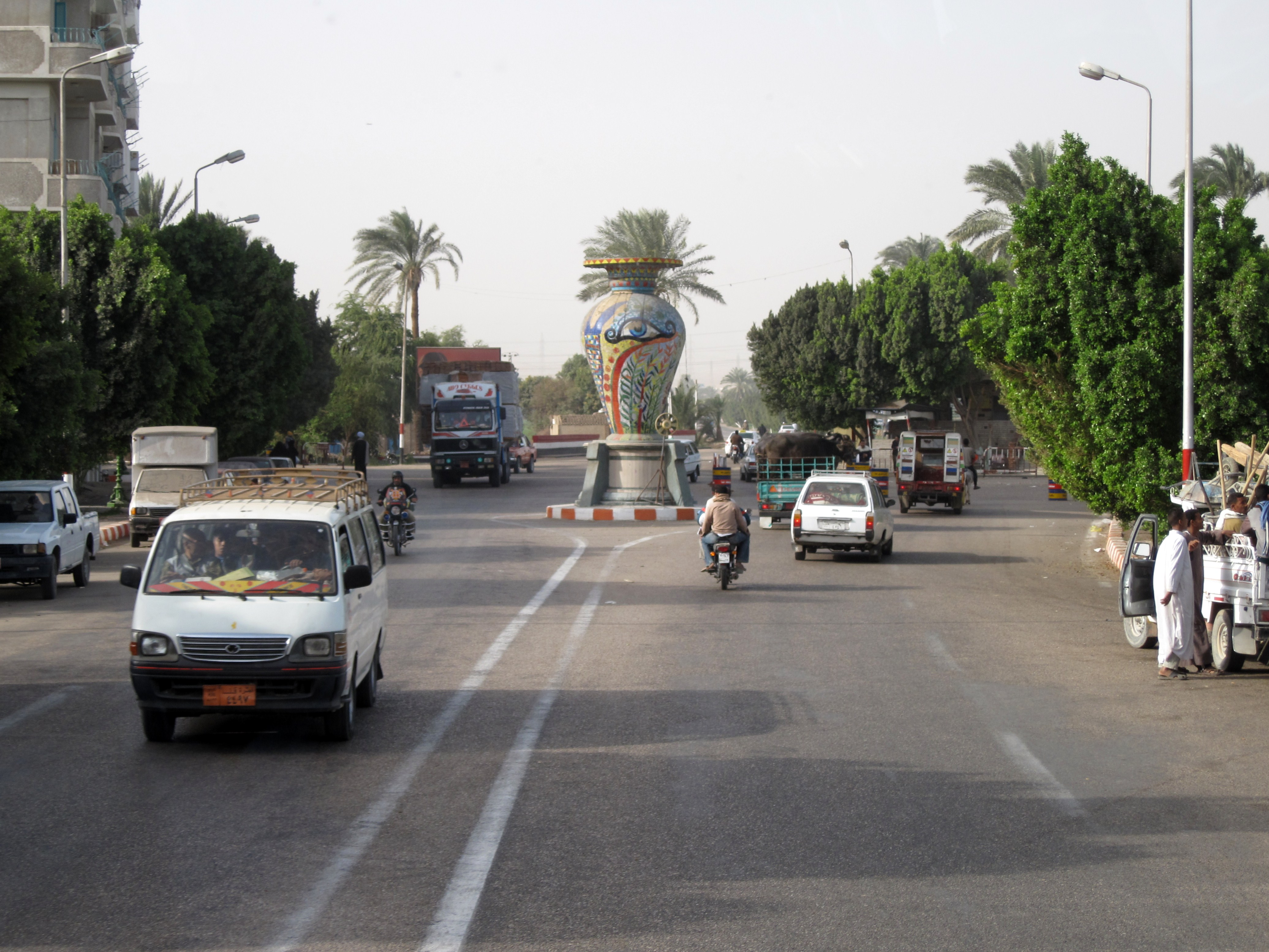
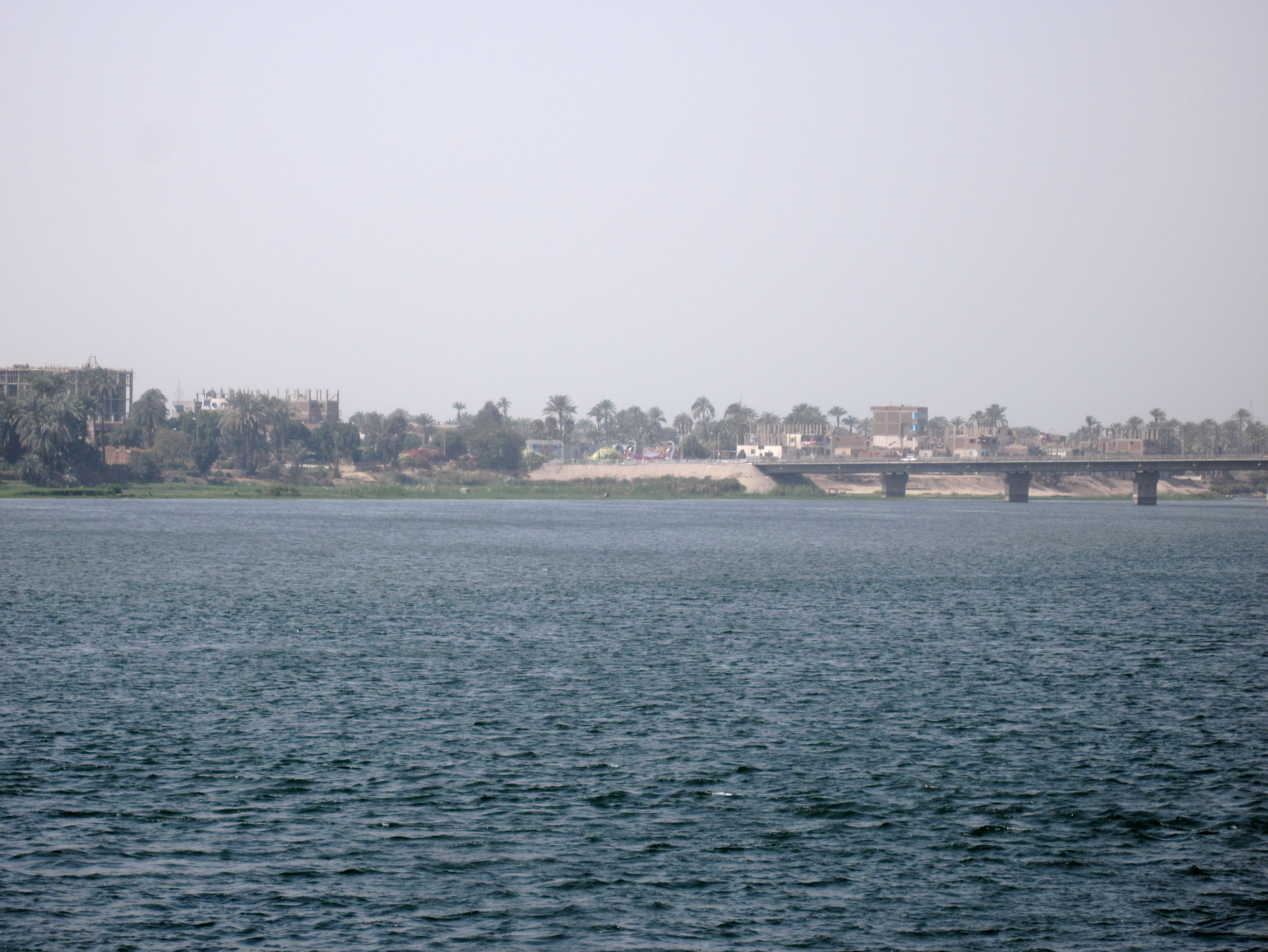
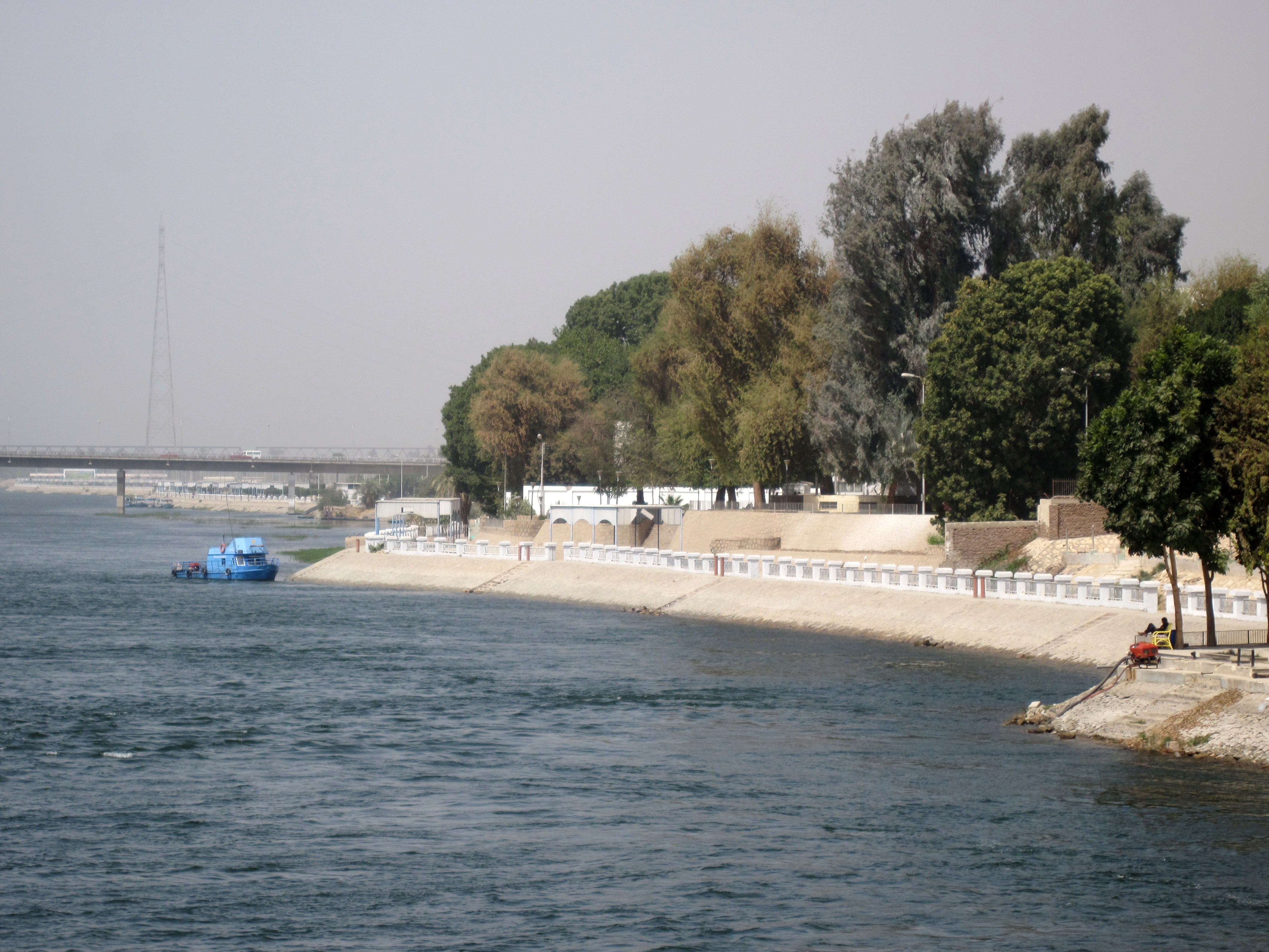
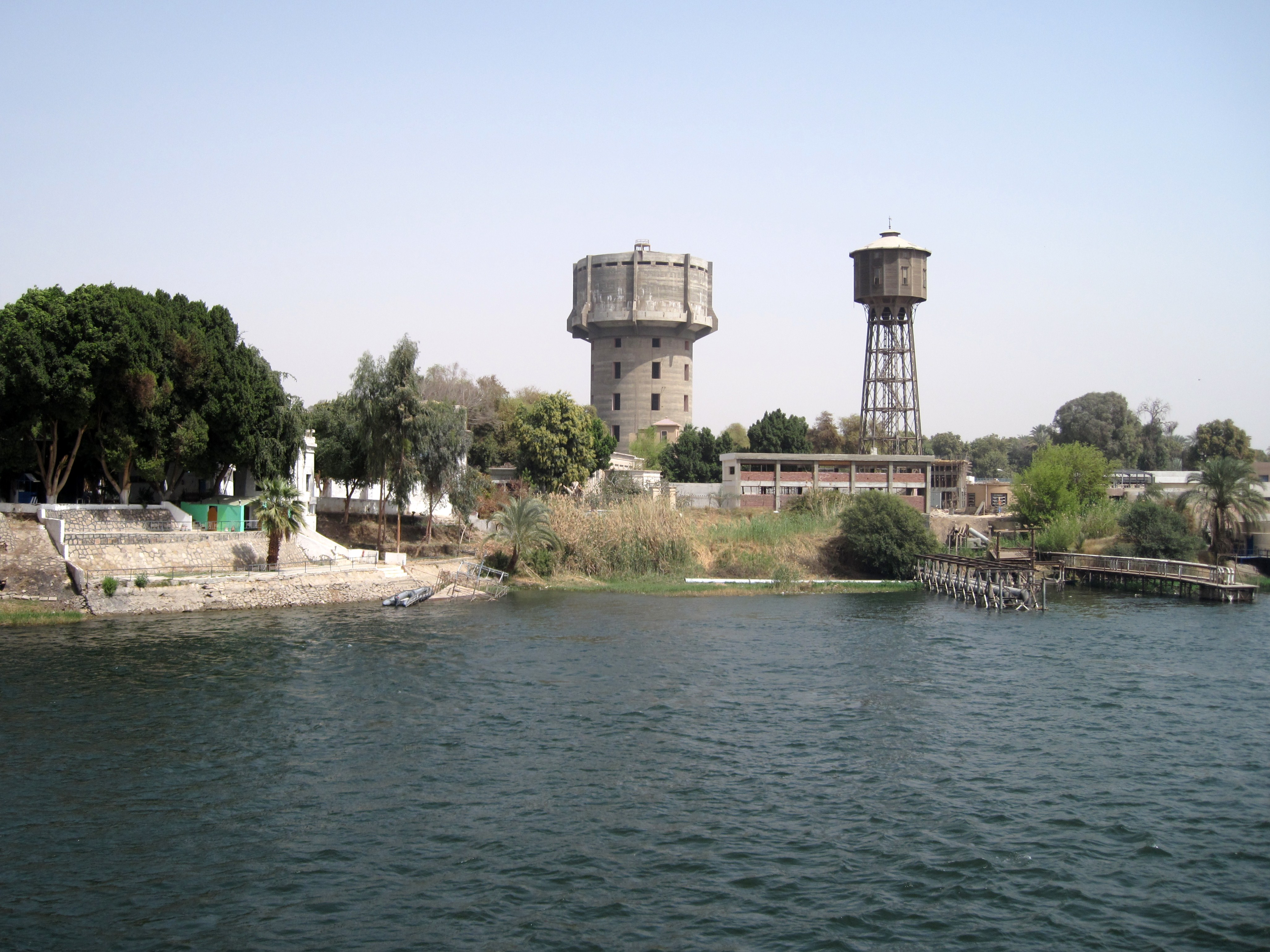
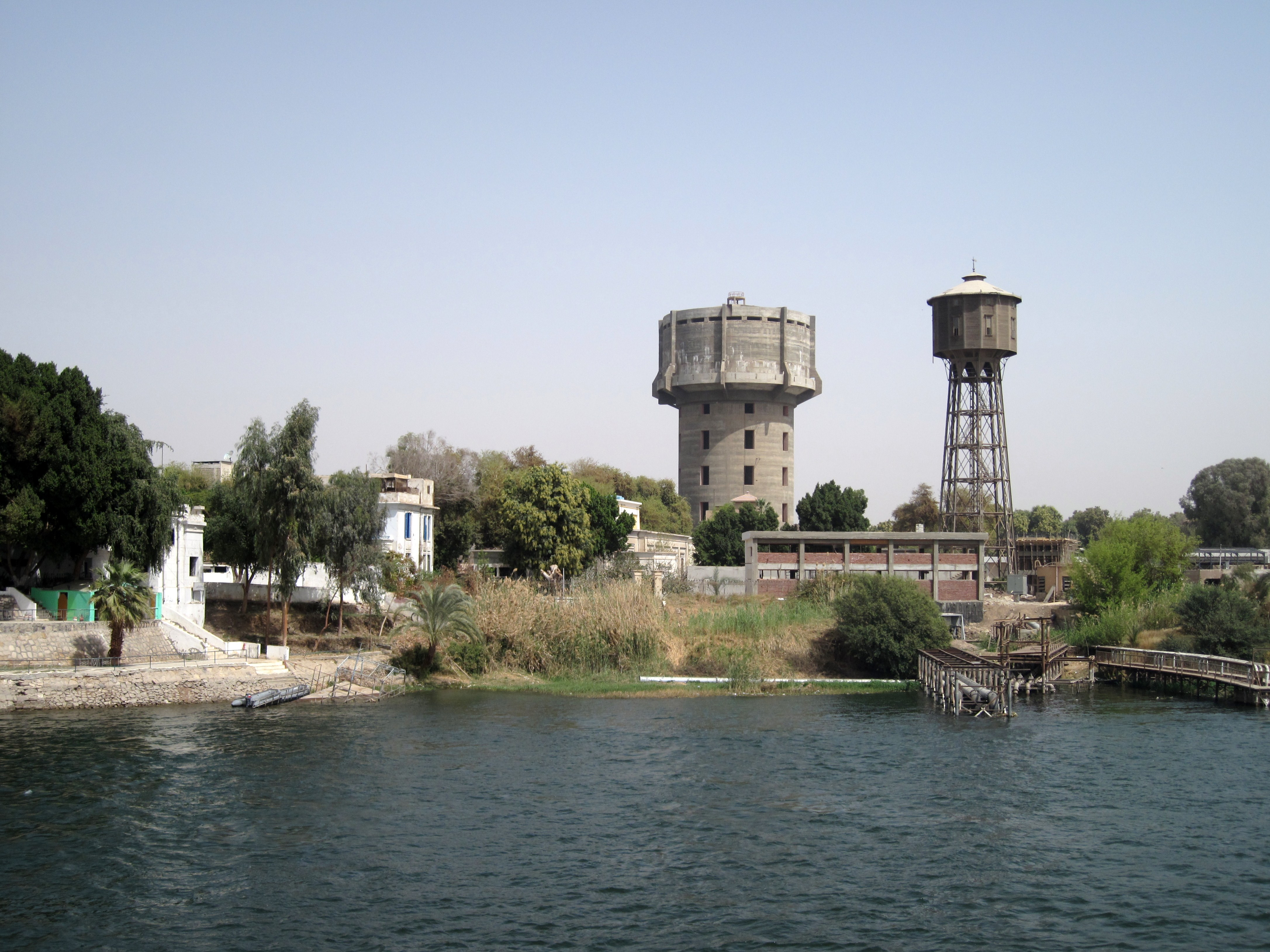
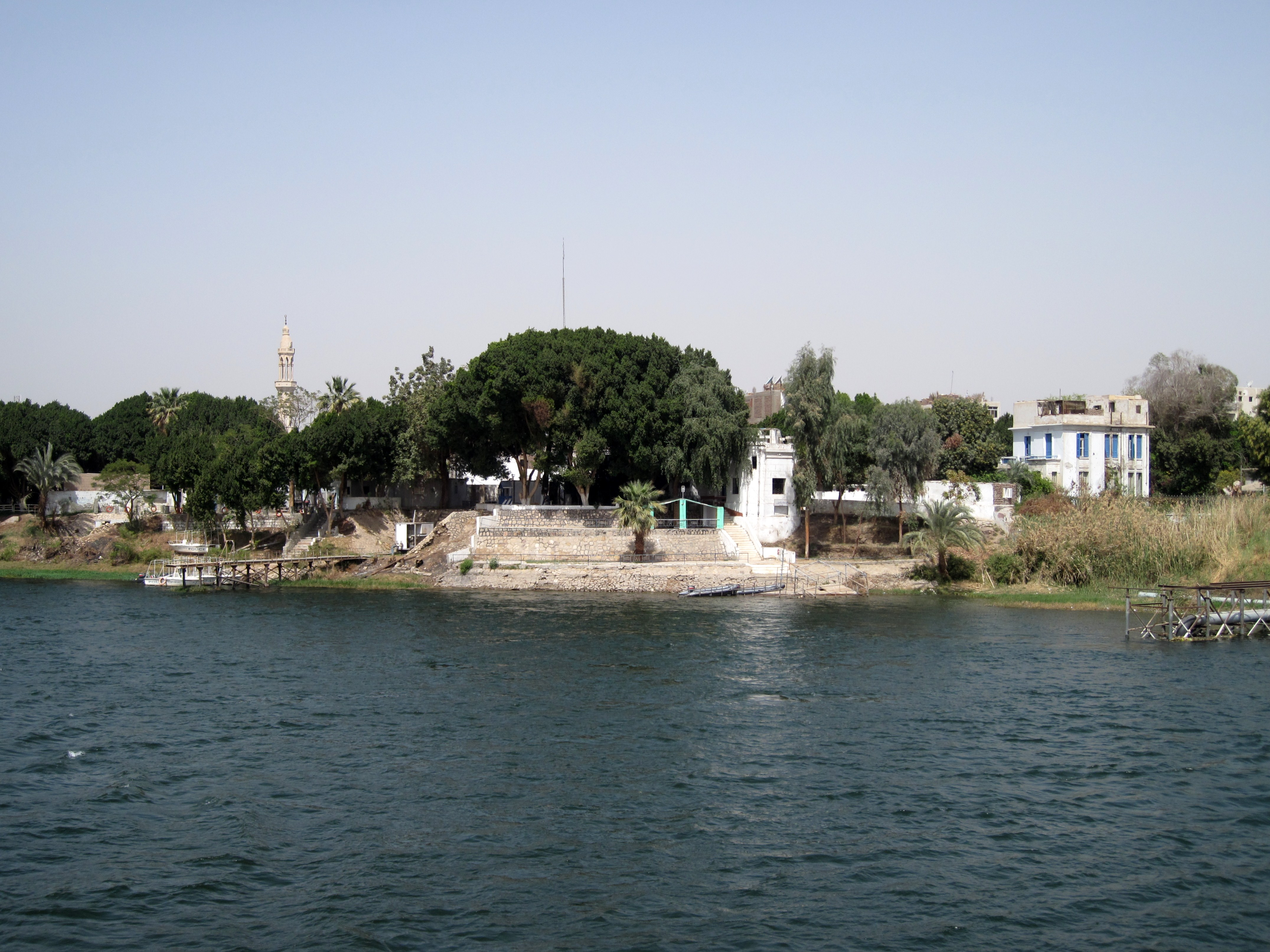
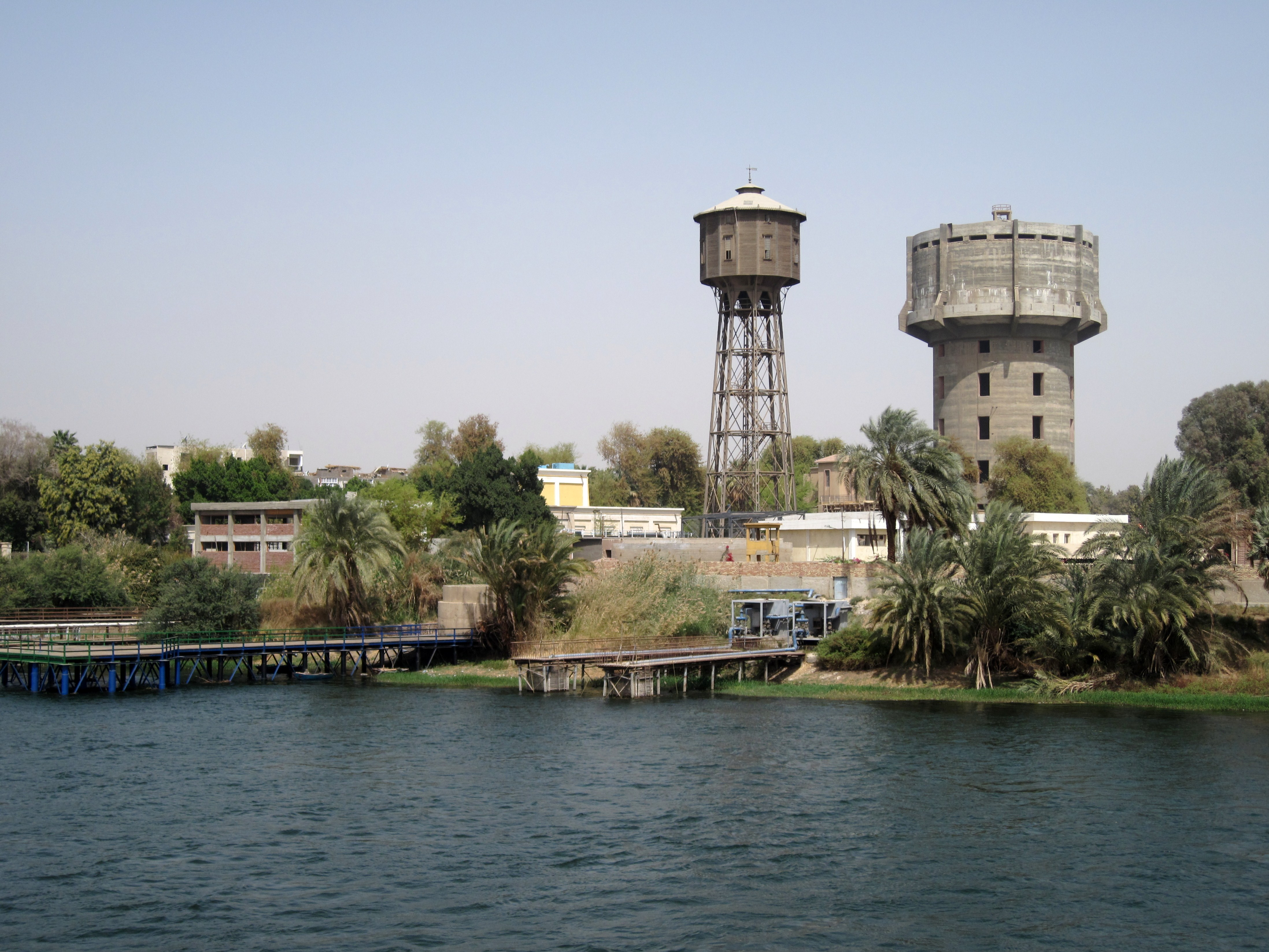
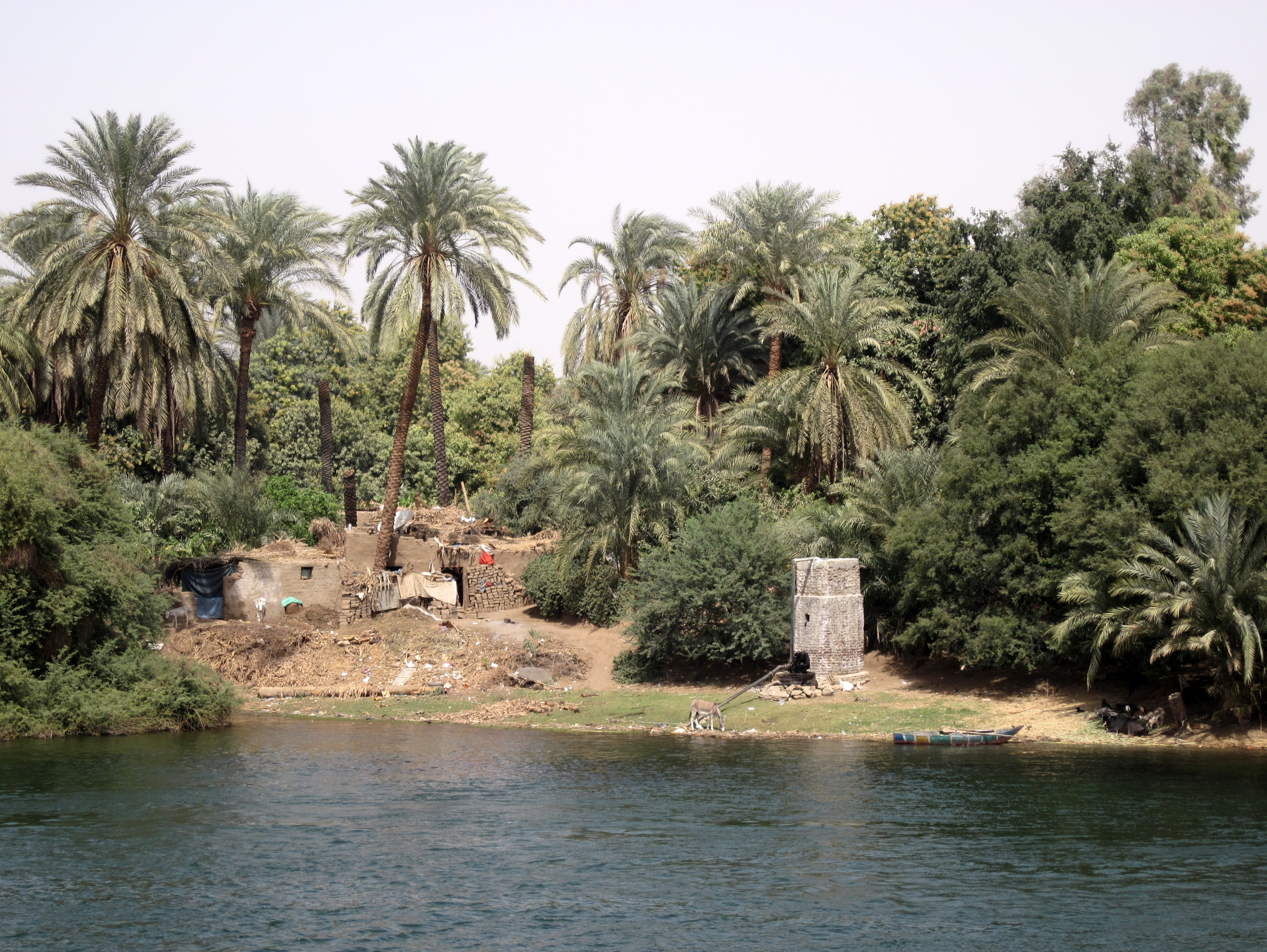
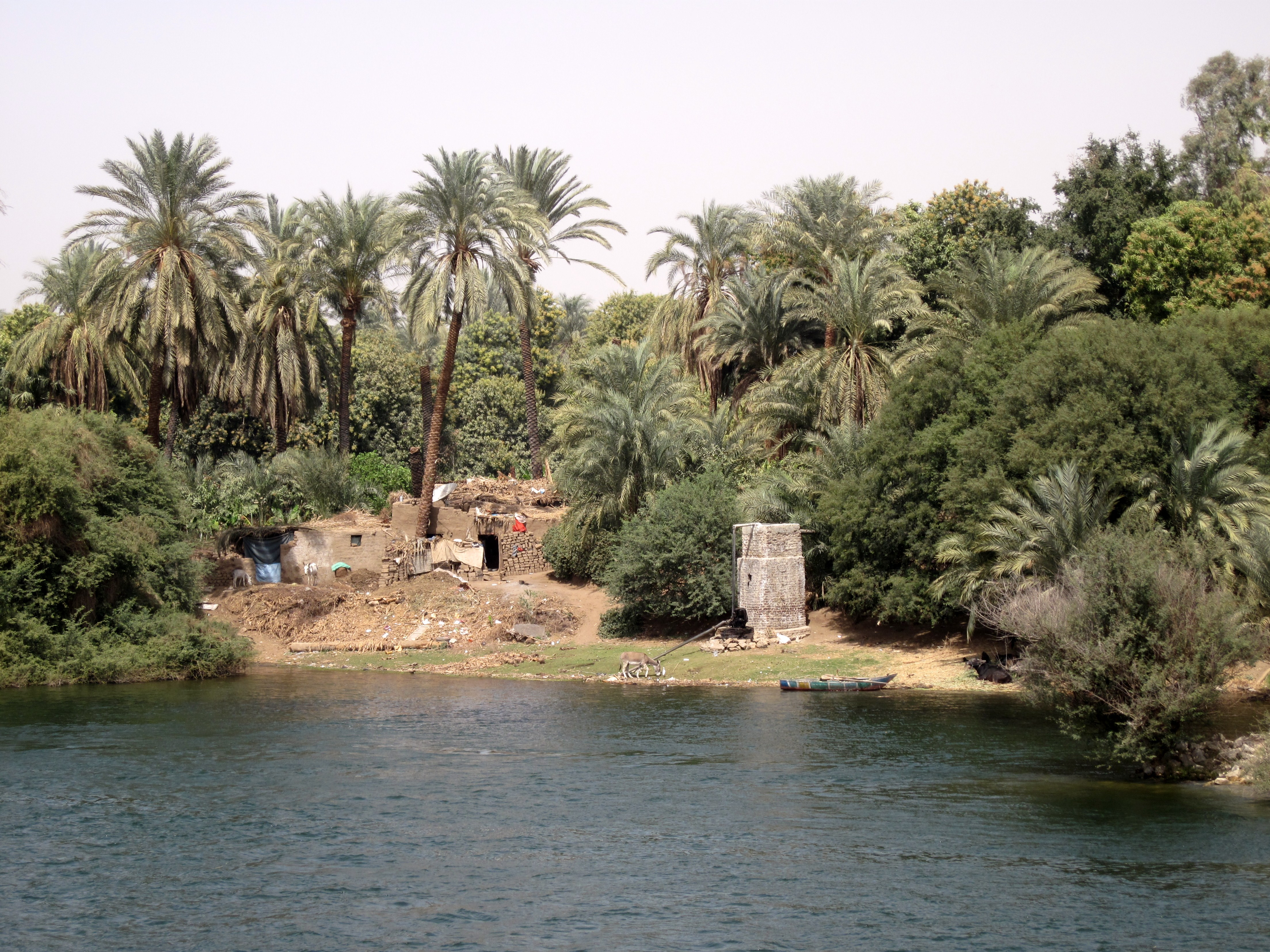
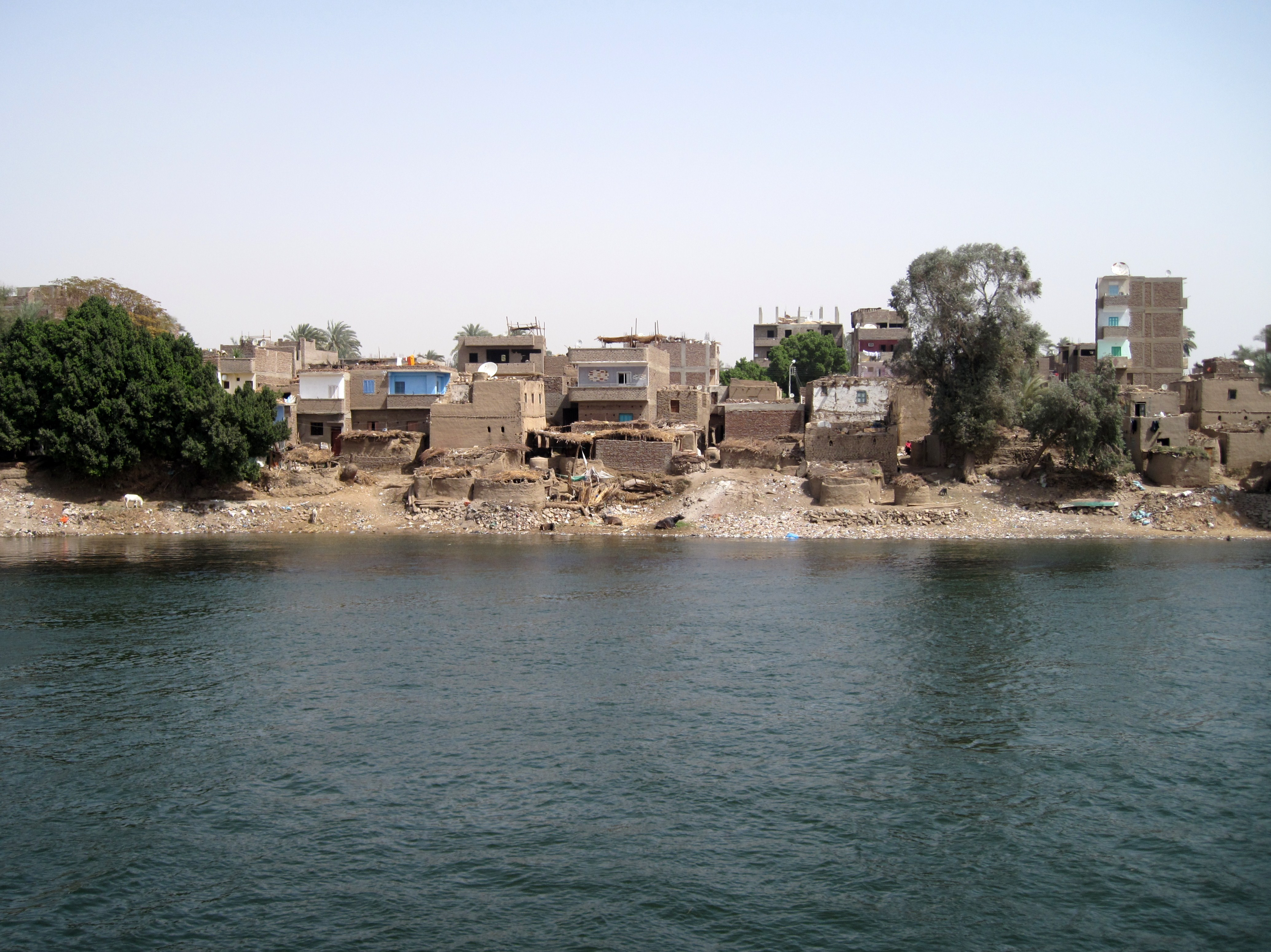
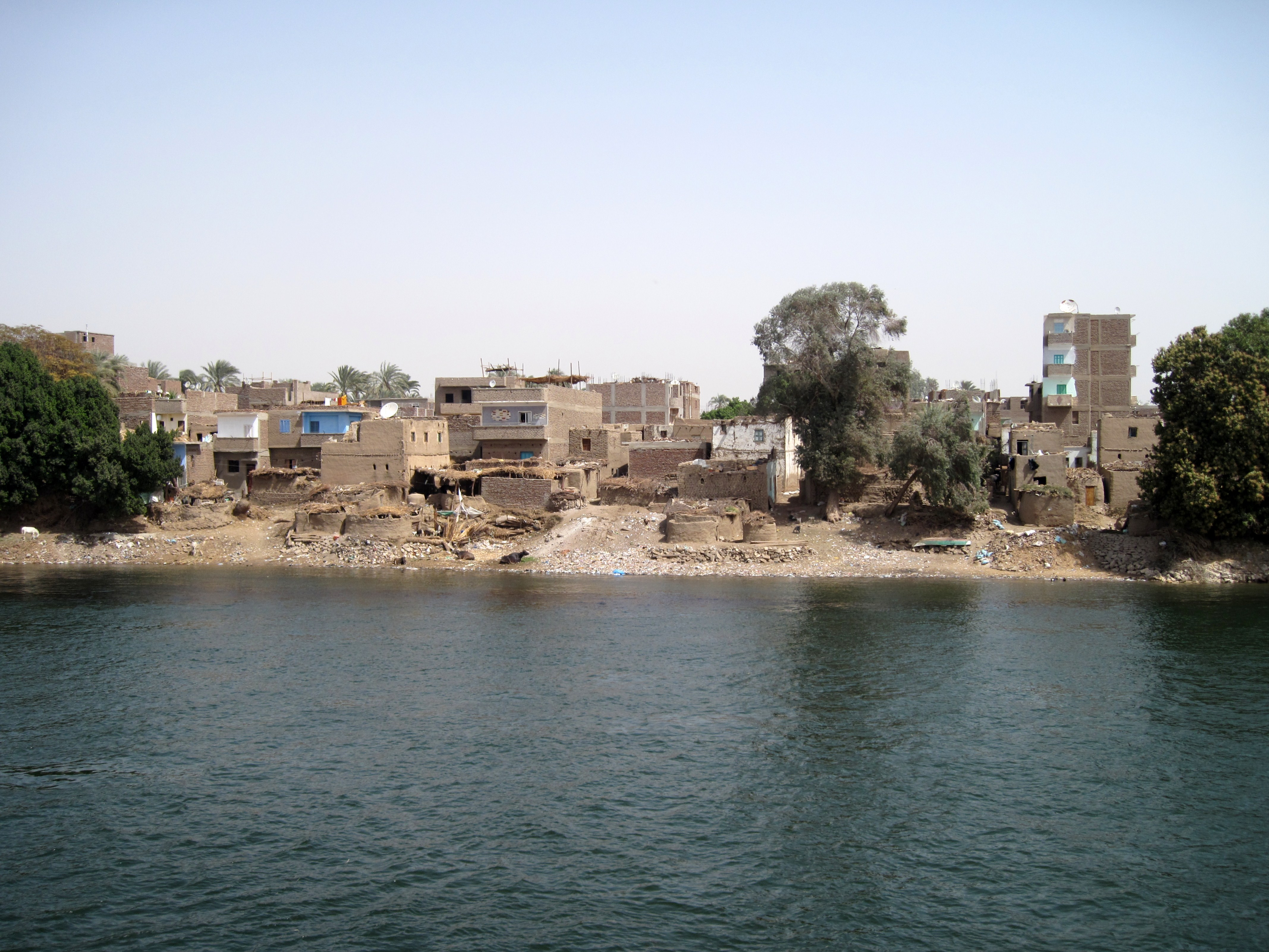
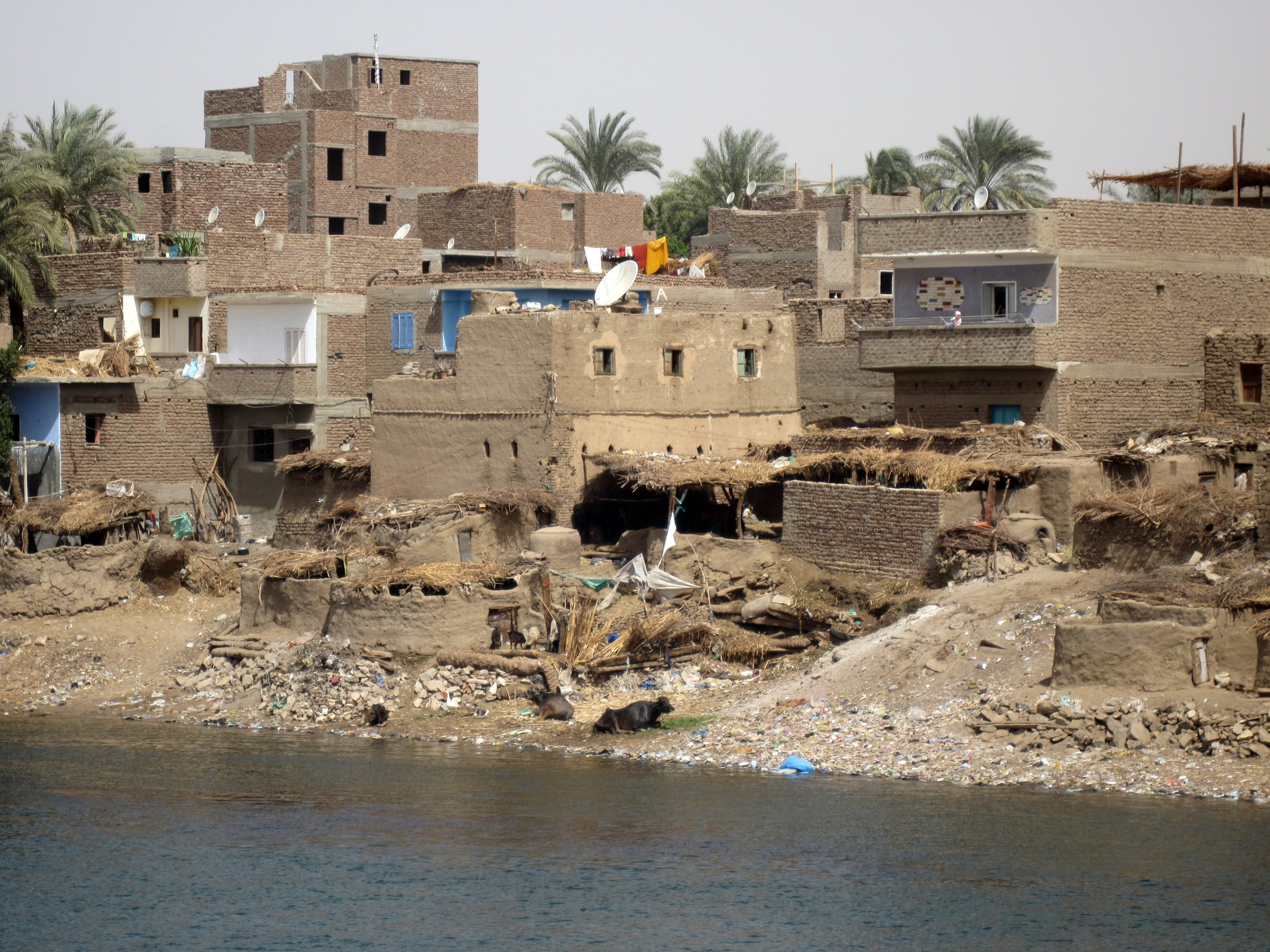
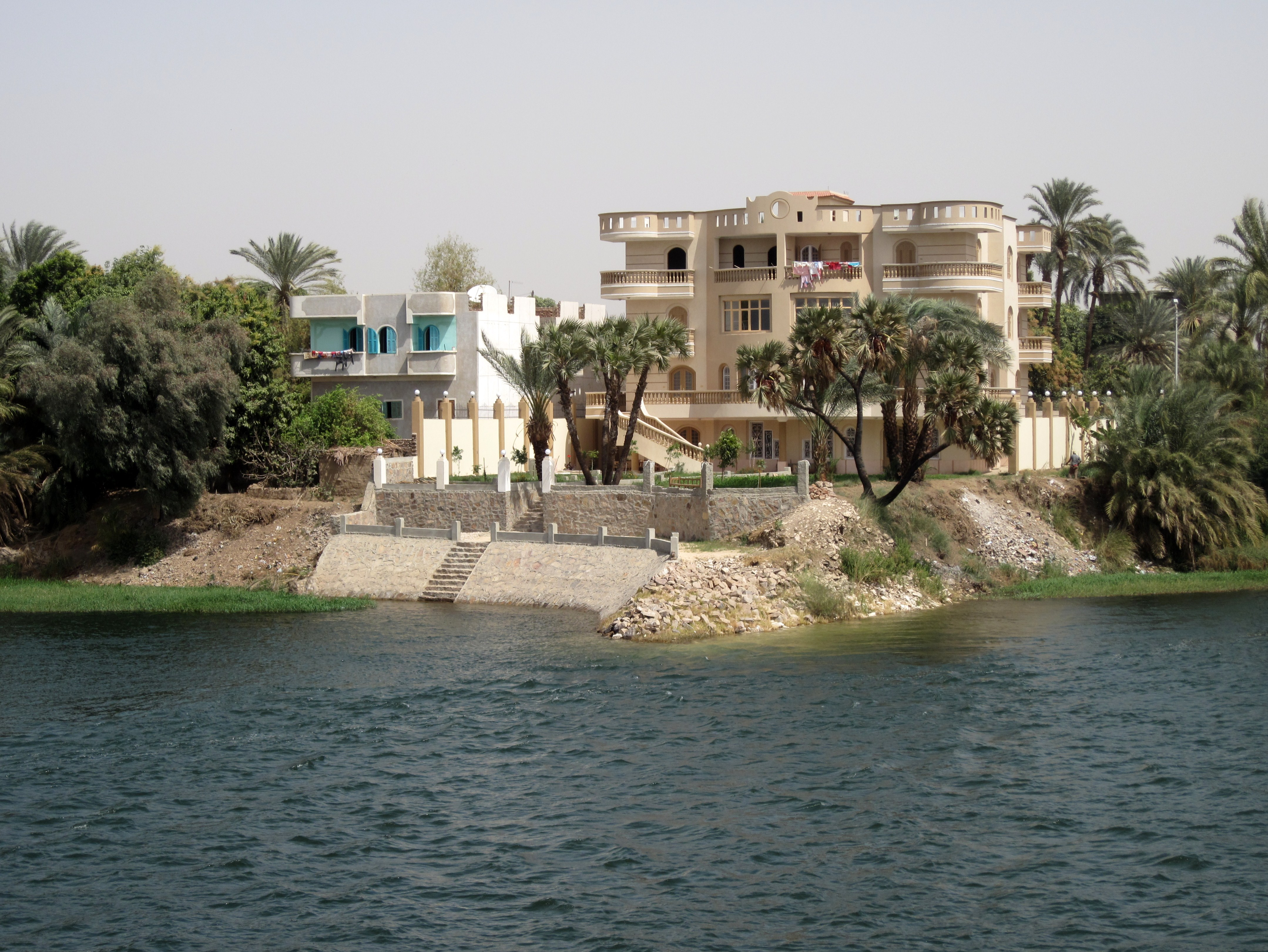

### صناعة مشهورة
إسمنت النهضة، الفخار.

## القرى التابعة للمركز
- الأشراف البحرية
- القناوية
- أولاد عمرو
- أبنود
- الأشراف البحرية
- الأشراف الغربية
- الأشراف القبلية
- الأشراف الشرقية
- الترامسة
- الجبلاو
- الحجيرات
- الحميدات
- الدير
- الدير الشرقي
- الشيخ عيسى
- الطوابية
- الطويرات
- العسلية
- الغوصة
- الكلاحين
- المحروسة
- المخادمة
- جزيرة الطوابية
- دندرة
- كرم عمران
- الحراجية

## المناخ
| البيانات المناخية لـقنا           | البيانات المناخية لـقنا | البيانات المناخية لـقنا | البيانات المناخية لـقنا | البيانات المناخية لـقنا | البيانات المناخية لـقنا | البيانات المناخية لـقنا | البيانات المناخية لـقنا | البيانات المناخية لـقنا | البيانات المناخية لـقنا | البيانات المناخية لـقنا | البيانات المناخية لـقنا | البيانات المناخية لـقنا | البيانات المناخية لـقنا |
| الشهر                             | يناير                   | فبراير                  | مارس                    | أبريل                   | مايو                    | يونيو                   | يوليو                   | أغسطس                   | سبتمبر                  | أكتوبر                  | نوفمبر                  | ديسمبر                  | المعدل السنوي           |
| --------------------------------- | ----------------------- | ----------------------- | ----------------------- | ----------------------- | ----------------------- | ----------------------- | ----------------------- | ----------------------- | ----------------------- | ----------------------- | ----------------------- | ----------------------- | ----------------------- |
| متوسط درجة الحرارة الكبرى °م (°ف) | 22.7 (72.9)             | 25.3 (77.5)             | 30.5 (86.9)             | 35.3 (95.5)             | 38.8 (101.8)            | 41.0 (105.8)            | 41.0 (105.8)            | 40.7 (105.3)            | 38.1 (100.6)            | 35.1 (95.2)             | 30.1 (86.2)             | 24.4 (75.9)             | 33.6 (92.5)             |
| المتوسط اليومي °م (°ف)            | 13.2 (55.8)             | 15.0 (59.0)             | 19.4 (66.9)             | 24.6 (76.3)             | 29.8 (85.6)             | 31.7 (89.1)             | 32.0 (89.6)             | 32.1 (89.8)             | 29.1 (84.4)             | 26.0 (78.8)             | 20.3 (68.5)             | 15.0 (59.0)             | 24.0 (75.2)             |
| متوسط درجة الحرارة الصغرى °م (°ف) | 6.9 (44.4)              | 7.8 (46.0)              | 11.4 (52.5)             | 16.1 (61.0)             | 20.8 (69.4)             | 23.2 (73.8)             | 24.1 (75.4)             | 24.2 (75.6)             | 22.0 (71.6)             | 18.8 (65.8)             | 13.6 (56.5)             | 8.9 (48.0)              | 16.5 (61.7)             |
| معدل هطول الأمطار مم (إنش)        | 1 (0.0)                 | 0 (0)                   | 0 (0)                   | 0 (0)                   | 0 (0)                   | 0 (0)                   | 0 (0)                   | 0 (0)                   | 0 (0)                   | 0 (0)                   | 1 (0.0)                 | 1 (0.0)                 | 3 (0)                   |
| متوسط الرطوبة النسبية (%)         | 63                      | 56                      | 44                      | 31                      | 27                      | 28                      | 31                      | 32                      | 44                      | 53                      | 59                      | 63                      | 44                      |
| المصدر: Arab Meteorology Book     |                         |                         |                         |                         |                         |                         |                         |                         |                         |                         |                         |                         |                         |

## وصلات خارجية
- الموقع الرسمي لمحافظة قنا نسخة محفوظة 5 يوليو 2008 على موقع واي باك مشين..